# Ancistrocerus nilensis
Ancistrocerus nilensis är en stekelart som beskrevs av Giordani Soika. Ancistrocerus nilensis ingår i släktet murargetingar, och familjen Eumenidae. Inga underarter finns listade i Catalogue of Life.